# Высоково (Арбажский район)
Высоково — деревня в Арбажском районе Кировской области России. Входит в состав Арбажского городского поселения.

## История
В «Списке населенных мест Российской империи», изданном в 1876 году, населённый пункт упомянут как казённая деревня Высоковская Котельнического уезда (1-го стана), при колодцах, расположенная в 76 верстах от уездного города Котельнич. В деревне насчитывалось 15 дворов и проживало 150 человек (67 мужчин и 83 женщины).

В 1926 году население деревни составляло 255 человек (123 мужчины и 132 женщины). Насчитывалось 43 крестьянских хозяйства. В административном отношении Высоково являлось центром Высоковского сельсовета Сорвижской волости Котельнического уезда.

## География
Деревня находится в юго-западной части Кировской области, к западу от реки Вятка, на расстоянии примерно 18 километров (по прямой) к востоку-северо-востоку (ENE) от посёлка Арбаж, административного центра района. Абсолютная высота — 252 метра над уровнем моря.

### Часовой пояс
Деревня Высоково, как и вся Кировская область, находится в часовой зоне МСК (московское время). Смещение применяемого времени относительно UTC составляет +3:00.

## Население
| 2010 |
| ---- |
| 0    |